# سواد اليتم: أصداء
سواد اليتم: أصداء (بالإنجليزية: Orphan Black: Echoes) هو مسلسل تلفزيوني تشويقي وخيال علمي كندي من تأليف آنا فيشكو استنادًا إلى المسلسل الأصلي الذي أنشأه جون فوسيت وجرايم مانسون. المسلسل من بطولة كريستين ريتر وتدور أحداثه في عام 2052 في نفس عالم سواد اليتم. عُرضت جميع حلقات الموسم الأول العشرة لأول مرة في 3 نوفمبر 2023 في أستراليا على قناة ستان ‏. ومن المقرر أن يُعرض لأول مرة في عام 2024 على قنوات إيه إم سي وإيه إم سي + وبي بي سي أمريكا.

## الشخصيات

### الرئيسة
- كريستين ريتر بدور لوسي، امرأة خضعت لعملية جراحية ولا تتذكر هويتها. تكتشف أنها نسخة مطبوعة من إليانور.
- كيلي هاوز في دور الدكتورة كيرا مانينغ، عالمة، زوجة إليانور وأم لوكاس. هي ابنة سارة مانينغ، بطلة سلسلة سواد اليتم الأصلية. صُورت سابقًا بواسطة سكايلر ويكسلر في المسلسل الأصلي.
- أماندا فيكس بدور جولز، مراهقة بالتبني لأبوين أثرياء. تكتشف أنها نسخة مطبوعة من إليانور.
- أفان جوجيا بدور جاك، صديق لوسي ومسعف سابق بالجيش وأب أعزب
- جيمس هيرويوكي لياو بدور بول داروس، ملياردير عصامي قوي يدير مؤسسة داروس
- ريا كيلستدت في دور الدكتورة إليانور ميلر، عالمة الأعصاب، زوجة كيرا ووالدة لوكاس.

### المتكررة
- ريد دايموند في دور توم، رئيس أمن الشركات في مؤسسة داروس
- تاتياوانا جونز في دور إميلي، وكيلة أمن الشركات لمؤسسة داروس وعميلة سابقة لوكالة المخابرات المركزية
- زاريلا لانجفورد هوتون في دور تشارلي، ابنة جاك الصماء
- جوناثان ويتاكر في دور كريج، أحد معارف لوسي
- جايدن نويل في دور لوكاس مانينغ، ابن كيرا وإليانور
- إيفا إيفريت إيرفينغ في دور تينا، أحد معارف جاك وضابط سابق في القوات الخاصة
- آدم كينيث ويلسون في دور جيمس، والد جولز بالتبني
- ليام دياز  [لغات أخرى]‏ بدور ويس ونيفا وجيمس الابن بالتبني وشقيق جولز بالتبني
- أليكس كاستيلو في دور نيفا، والدة جولز بالتبني
- إيزاد اعتمادي بدور الدكتور جوش تارتاكوفيتش، عالم وصديق كيرا
- أليس حميد في دور رونا، صديقة لوكاس
- فينسون تران بدور زاندر داروس، نسخة مطبوعة من بول داروس

### الضيوف
- جوردان جافاريس بدور فيليكس دوكينز، عم كيرا. يعيد غافاريس دوره من سلسلة سواد اليتم الأصلية.
- مارني ماكفيل دايموند  [لغات أخرى]‏ في دور الدكتورة بام تيلر، عالمة النفس العصبي التي تساعد جولز على استعادة ذاكرتها.
- كاثي بيكر في دور ميليسا، والدة إليانور
- أوغيس وينتر بدور كيرا مانينغ الصغيرة
- إيفلين بروشو في دور الدكتورة دلفين كورمير، التي تأتي لمساعدة كيرا نيابة عن كوزيما. تعيد بروشودورها من سلسلة سواد اليتم الأصلية.

## إنتاج
في مارس 2019، أُعلن عن سلسلة جديدة تدور أحداثها في عالم سواد اليتم كانت في مراحل التطوير المبكرة في إيه إم سي، من إنتاج شركة تمبل ستريت للإنتاج ‏. في فبراير 2022، أُعلن عن أن آنا فيشكو ستكون كاتبة العرض وأن المسلسل سيتبع قصة جديدة تدور أحداثها في نفس عالم سواد اليتم. في أبريل 2022، أُعطي الضوء الأخضر لانطلاق المسلسل بعنوان الأسود اليتيم: أصداء. 
في يوليو 2022، اختيرت كريستين ريتر لتلعب دور لوسي الرئيس وتم التأكيد على أن الموسم الأول سيتكون من 10 حلقات. في أغسطس 2022، مثل أماندا فيكس وأفان جوجيا وكيلي هاوز في أدوار البطولة المشتركة، وبدأ التصوير في تورونتو، أونتاريو. اكتمل التصوير بحلول يناير 2023 في أكتوبر 2023، أُعلن عن رايا كيلستيديت وجيمس هيرويوكي لياو عضوين منتظمين في المسلسل، بينما اختيار ريد دايموند في دور متكرر.

## الحلقات
قبل ظهوره لأول مرة على إيه إم سي في الولايات المتحدة، أُصدر الموسم الأول بالكامل في أستراليا على قناة ستان ‏.

## روابط خارجية
- الموقع الرسمي
- سواد اليتم: أصداء  في قاعدة بيانات الأفلام على الإنترنت (بالإنجليزية)